# Petros Kanakoudīs
Petros Kanakoudīs (in greco Πέτρος Κανακούδης?; Salonicco, 16 aprile 1984) è un ex calciatore greco, di ruolo difensore.

## Carriera
Ha giocato nella massima serie dei campionati greco e finlandese.

## Palmarès

### Club

#### Competizioni nazionali
- Coppa di Grecia: 1

PAOK: 2002-2003